# Еврейские погромы в Российской империи
Еврейские погромы в Российской империи — массовые насильственные акции (погромы) по отношению к евреям как национальному и религиозному меньшинству.
Погромы являются одним из типичных проявлений антисемитизма. Еврейские погромы в различное время прокатились по многим государствам и странам, в которых жили евреи. Как пишет Краткая еврейская энциклопедия, объясняя происхождение слова «погром», в новой истории особенное распространение погромы получили на территории Российской империи в XIX — начале XX веков, в связи с чем слово «погром» вошло в большинство европейских языков.

## До XIX века
Согласно житию блаженного Евстратия Печерского (Евстратия Постника), весной 1097 года в Херсонесе еврейский купец купил у половцев группу захваченных ими близ Киева пленников, среди которых был монах Киево-Печерской лавры Евстратий Постник, который вскоре умер в плену, согласно житию — убит хозяином за нежелание отказаться от Христа. Житийную легенду о казни Евстратия иудеем ряд учёных рассматривает как первый случай кровавого навета на евреев на Руси. Филолог А. А. Панченко и историк В. Я. Петрухин отмечают параллели между легендами о Евстратии и Вильяме Норвичском. Вильям был христианским мальчиком, убитым в Англии 1144 года. После его гибели появился слух, что он был убит евреями с ритуальной целью. Длительное время Вильям почитался в качестве местночтимого святого. Учёные связывают эти две легенды, возникшие в одно время на противоположных полюсах христианского мира, с религиозными настроениями периода первых крестовых походов с их акцентом на распятии Христа и антиеврейской идеологией.
Первый известный на Руси еврейский погром произошёл в процессе Киевского восстания 1113 года, когда после смерти князя Святополка Изяславича киевляне призвали на киевское княжение Владимира Мономаха:

Наутра же 17-го [апреля] посоветовались киевляне и послали к Владимиру сказать: «Пойди, княже, на стол отца и деда». Услышав это, Владимир заплакал горько и не пошёл, печалясь о брате. Киевляне же разграбили двор тысяцкого Путяты, пошли и на евреев и их пограбили. И снова послали киевляне к Владимиру, говоря: «Приходи, княже, в Киев; если не придешь, то знай, что много бед произойдет, не только Путятин двор, не только сотских и евреев пограбят, но нападут и на невестку твою, и на бояр, и на монастыри, и будешь ты ответ держать, княже, если разграбят и монастыри». Услышав это, Владимир пошёл в Киев.
Оригинальный текст (церк.-сл.)Наутрия же, въ семы на 10 день, свѣтъ створиша кияне, послаша к Володимеру, глаголюще: «Поиди, княже, на столъ отенъ и дѣденъ». Се слышавъ, Володимеръ плакася велми и не поиде, жаляси по братѣ. Кияни же разъграбиша дворъ Путятинъ, тысячького, идоша на жиды и разграбиша я. И послашася паки кияне к Володимеру, глаголюще: «Поиди, княже, Киеву; аще ли не поидеши, то вѣси, яко много зла уздвигнеться, то ти не Путятинъ дворъ, ни соцькихъ, но и жиды грабити, и паки ти поидуть на ятровь твою и на бояры, и на манастырѣ, и будеши отвѣтъ имѣти, княже, оже ти манастырѣ разъграбять». Се же слышавъ, Володимеръ поиде в Киевъ.

Историк В. Я. Петрухин считает, что еврейский погром был связан с кровавыми наветами на евреев, в частности, с легендой о Евстратии Печерском. По мнению Петрухина, распространённые в настоящее время представления о покровительстве Святополка ростовщикам как причине погрома основаны на «реконструкции» В. Н. Татищева, который использовал для этого известную ему ситуацию в Речи Посполитой XVII века.
До второй половины XVIII века число евреев в России было невелико. Семён Дубнов указывает, что «в Польше в средние века число евреев все увеличивалось притоком переселенцев с запада, соседняя Русь была почти закрыта для них». После раздела Речи Посполитой сотни тысяч польских евреев оказались под российской юрисдикцией В областях компактного проживания еврейского населения была создана черта оседлости, за пределами которой евреям селиться запрещалось. Профессор Шмуэль Эттингер из Иерусалимского университета пишет, что «раздел Польши между Россией, Австрией и Пруссией повлёк за собой тяжёлые потрясения в жизни еврейского населения».

## В 1821—1891 годах
Первый известный погром евреев в Российской империи произошёл в 1821 году в Одессе. Поводом к нему послужили слухи о причастности евреев к убийству в Стамбуле греческого православного патриарха Григория. В 1859 и 1871 годах произошли погромы в Одессе, где в 1871 году были разгромлены сотни еврейских шинков, лавок и домов (без человеческих жертв), а в 1862 году произошёл погром в Аккермане (ныне Белгород-Днестровский, Украина). Их основными участниками были местные греки. Враждебность между греками и евреями возникала на почве торговой конкуренции. Так, погром 1871 года в Одессе был организован греческими купцами в ответ на то, что евреи отняли у них контроль над большинством банков и внешнеторговых операций.
Царствование Александра III с самого начала ознаменовалось погромами в 1881—1882 годах. Погромы на юге Российской империи в 1881—1882 годах произошли на фоне нестабильной политической ситуации, сложившейся в России после убийства Александра II народовольцами (1 марта 1881 года).
В 1890-х годах погромы возобновились. По заявлению губернатора Нижнего Новгорода, «… в народе сложилось убеждение в полной безнаказанности самых тяжелых преступлений, если только таковые направлены против евреев». В Стародубе (Черниговская губерния) 29 сентября 1891 года произошёл погром, основными участниками которого были местные торговцы-старообрядцы, недовольные торговой конкуренцией со стороны евреев.

## При Николае II

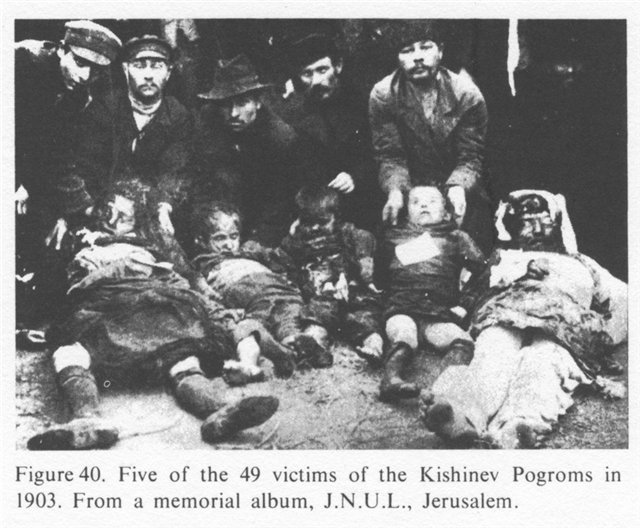
Кишинёв, 1903

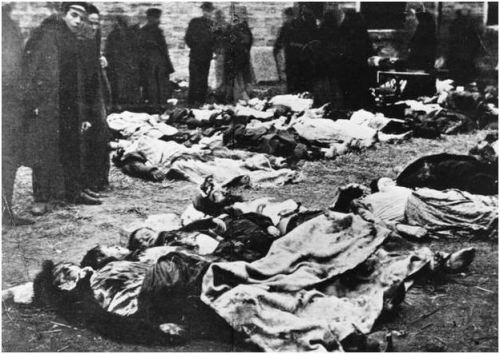
Кишинёв, 1903

В 1895 году произошёл жестокий погром в Кутаиси.
В 1897 году в местечке Шпола Киевской губернии (18—19 февраля) и местечке Кантакузинка Херсонской губернии (16—17 апреля) погромщики из числа местного населения разгромили магазины и квартиры, принадлежавшие евреям. 

Некоторые жители заранее предупреждали представителей власти о готовящемся погроме, однако отряды солдат появлялись слишком поздно. 

19—21 апреля 1899 года, во время празднования православной Пасхи, произошёл трёхдневный погром в Николаеве.
В то же время, попытка поляков организовать погром в Ченстохове в 1902 году была решительно подавлена русскими войсками; погромщики понесли суровое наказание.
6—7 апреля 1903 года, в дни православной Пасхи, произошёл крупный погром в Кишинёве, спровоцированный кровавым наветом в близлежащих Дубоссарах и подстрекательскими антисемитскими статьями в газете «Бессарабец», редактировавшейся П. Крушеваном; было убито 49 и ранено 586 человек. Еврейские организации России и других стран оказали пострадавшим от погрома значительную материальную помощь. Хаим Бялик, посетивший Кишинёв для сбора информации на месте, написал под впечатлением увиденного поэму «Сказание о погроме». Многие представители русской интеллигенции (Л. Толстой, В. Короленко и др.) осудили кишинёвский погром. В ответ на погромы, президент США Т. Рузвельт поставил условие выдачи займа царскому правительству — не чинить препятствий в проживании и перемещении евреев по России, включая евреев — граждан США, так как к ним тоже применялась черта оседлости. Царь отказался, в итоге, после Кишинёвского погрома, многие европейские и американские банки стали отказывать России в выдаче кредитов.
После Кишинёвского погрома в большинстве районов черты оседлости были созданы отряды еврейской самообороны. Самооборона активно действовала во время погрома в Гомеле 29 августа — 1 сентября 1903 года. В том же 1903 году внимание всего мира было приковано к Гомелю в связи с проходившим там судебным процессом, который рассматривал дело о гомельском погроме, начавшемся 29 августа. Этим процессом живо интересовались не только в России, но и за границей, так как открытые двери заседаний дали возможность печати сделать историю погрома достоянием общества. Для евреев же процесс этот представлял тем более жгучий интерес, что на скамью подсудимых, наряду с насильниками и убийцами, было посажено 36 евреев, защищавших свою жизнь и жизнь близких; обвиненные в учинении 29 августа «русского погрома», эти 36 человек вызвали к себе внимание лучших представителей русской адвокатуры: в лице этих 36 евреев на скамью подсудимых было посажено, в общественном мнении, все русское еврейство, которому обвинительным актом было как бы дано предостережение не прибегать к самообороне.
В августе — сентябре 1904 года в ряде городов и местечек Украины и Беларуси новобранцы, призванные на русско-японскую войну, учинили ряд погромов. Особенно жестоким был погром в городе Александрия Херсонской губернии, где толпа ворвалась в синагогу в Йом-Киппур и избила молящихся (около 20 евреев погибли).

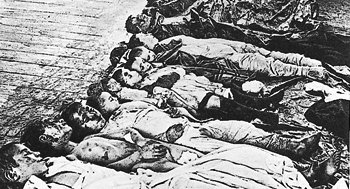
Жертвы погрома в Екатеринославе 1905 года — еврейские дети

В период революции 1905—1907 годов первый погром произошёл в Мелитополе 18—19 апреля 1905 года. Самооборона, состоявшая из представителей еврейской и русской молодёжи, остановила погромщиков, которые, получив отпор, стали грабить магазины и лавки христиан. 19 апреля прибывшие войска прекратили погром.
Поводом к погрому 22 апреля 1905 года в Симферополе послужил слух об осквернении еврейским мальчиком иконы. Этот погром также был прекращен еврейской самообороной и войсками. 
 Трёхдневный погром в Житомире по своим размерам (около 20 евреев убито в самом Житомире, десять — в Троянове, несколько — в окрестностях города) и по характеру (беспорядки начались после провокационного сообщения о том, что евреи за городом стреляли в царский портрет; солдаты защищали погромщиков и мешали самообороне оказать помощь евреям) явился как бы репетицией волны погромов октября 1905 года. Русский дворянин Николай Блинов пытался защитить житомирских евреев и погиб от рук погромщиков. 

26 мая в Минске и 29 мая в Брест-Литовске солдаты и казаки стреляли в евреев на улицах.
30 июня в Белостоке еврейский боевик-анархист бросил бомбу в военный патруль на оживлённой улице. Разорвавшийся снаряд ранил офицера, четырёх солдат, самого бомбометателя и убил пропагандистку из Бунда. В ответ солдаты расстреливали евреев на улицах Белостока, около 10 человек было убито, десятки ранено.
Во время погрома, начавшегося вечером 20 июля в Екатеринославе, активно действовал еврейский вооружённый отряд самообороны — евреями было убито и ранено больше погромщиков, чем погромщиками — евреев.
В конце июля произошёл погром за пределами черты оседлости, в городе Макарьеве Нижегородской губернии.
В Керчи 31 июля патриотическая демонстрация (во главе с градоначальником) переросла в еврейский погром. Во время погрома по распоряжению градоначальника был обстрелян отряд самообороны; погибли два его бойца (один из них — русский гимназист П. Кирилленко). В погроме, наряду с портовыми рабочими и другими местными жителями, активно участвовал табор цыган, приехавших в город специально для грабежа еврейского имущества.
Вслед за Керчью произошёл погром в Еникале, откуда все евреи вынуждены были бежать.

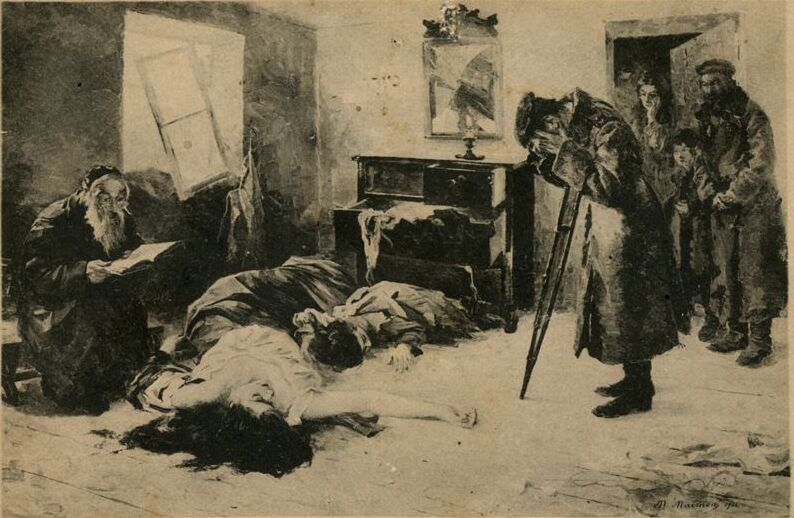
Наконец-то дома. Открытка с картины Моисея Маймона «Опять на родине» (1906)

После опубликования царского манифеста от 17 октября 1905 года крупнейшие в истории царской России еврейские погромы охватили южные и юго-западные губернии черты оседлости. По данным доктора исторических наук С. А. Степанова, приводимым Диной Аманжоловой, в октябре 1905 года произошло до 690 погромов в 102 населенных пунктах. Жертвы были разной этнической принадлежности, но большинство — евреи. 24 погрома произошли за пределами черты оседлости, но они были направлены против революционеров, а не евреев. Наибольшее число погромов произошло в Черниговской губернии.
16 октября по Иркутску разбрасывались листовки черносотенного содержания. Ответной реакцией становится формирование в городе еврейских дружин самообороны.
17 октября произошли столкновения между участниками местного митинга и черносотенцами: погибло около 20 человек. Воспользовавшись «революционной ситуацией», уголовные элементы Иркутска пытались ограбить магазины, принадлежащие евреям, но были рассеяны отрядом самообороны (двое громил были убиты).
Во время погрома в Томске 21 октября 1905 года черносотенной толпе было объявлено «о якобы полученном дозволении [властей] в течение трех дней гулять, убивать и грабить жидов, поляков и студентов». Ущерб от разгрома еврейских магазинов и лавок в этот день составил 330550 руб.
Во время октябрьских погромов 1905 года было убито более 800 евреев (не считая умерших вскоре от последствий погромов); материальный ущерб оценивался более чем в 70 млн рублей; по другим данным погибло около 4 тыс., ранено — 10 тыс.
В Одесском погроме погибло свыше 400 евреев, в Ростове-на-Дону — свыше 150, в Екатеринославе — 67, Минске — 54, в Симферополе — свыше 40, в Орше — свыше 30.
В 1906 году в России произошло ещё несколько погромов: в январе — в Гомеле, в июне — в Белостоке (около 80 убитых), в августе — в Седльце (около 30 убитых). Основными участниками этих погромов были солдаты и полицейские, а также местные уголовники, жаждавшие наживы, и некоторые боевые дружины черносотенцев. К 1907 году погромы прекратились.
В годы Революции 1905—1907 годов приближённые Николая II разделяли антисемитские настроения и оказывали поддержку «Союзу русского народа», монархической организации с антисемитскими взглядами, его боевым отрядам, «чёрным сотням», и другим погромным организациям. В период Революции 1905 года Николай II открыто симпатизировал «Союзу русского народа», считая его своей «опорой» и удовлетворял прошения о помиловании его членов, участвовавших в погромах, но в данном случае, как следует из его переписки, для императора скорее важна была их лояльность престолу в сложный для страны период. Николай II писал матери, что считает 9/10 революционеров евреями, а погромы против них называл понятными вспышками народного гнева. В другом письме он именовал капиталистов еврейского происхождения «жидовской кликой» и утверждал, что они являются противниками монархии. С другой стороны, Николай II никогда сам не инициировал антиеврейское законодательство или курс в целом.
В 1911 году, после покушения на П. А. Столыпина, в связи с еврейской национальностью его убийцы в Киеве ожидался масштабный погром, предотвращённый лишь решительными действиями властей во главе с генерал-губернатором Ф. Ф. Треповым и преемником Столыпина В. Н. Коковцовым.
Во время Первой мировой войны части отступавшей императорской армии учинили погром в местечке Молодечно. Русский офицер Лев Войтоловский позднее вспоминал':
«Приближаемся к Молодечно. Парк устало тянется по шоссе. Навстречу медленно плетется странная фура, погоняемая мужичком-белорусом с белокурой бородкой. За фурой с плачем бредут какие-то жалкие еврейки.
— Окуда?
— Из Молодечно.
— Что везете?
Мужичок смотрит на меня пустыми глазами и криво усмехается. Еврейки молча и пугливо проходят мимо. Наклонившись с седла, я сдернул концом нагайки грязное рядно на телеге и отпрянул назад. Под рядном лежали два трупа. Метнулись в глаза торчащие кверху бороды. Восковидное лицо старика с оскаленным ртом, багровое пятно под вытекшим глазом, вывороченные, перебитые пальцы и клочья окровавленного платья…
— Чего ты молчишь? — резко срывается у меня.
Мужик равнодушно смотрит в сторону и нехотя отвечает: — Казаки… В Молодечно… погором делают… Жидов режут…»'.

7 мая 1916 года произошёл погром в Красноярске.

## Историки о погромах до Февральской революции
Характеризуя погромы с 1880 года и до революции, историки указывают, что они сопровождались поддержкой властей и полиции, либо игнорировались ими. Попустительская политика властей сочеталась с массовыми слухами о том, что существует правительственное указание бить евреев. По этому поводу доктор исторических наук Геннадий Костырченко отмечает, что правительство не организовывало погромов, но «принятие антиеврейских законов, спонсирование крайне правых организаций, либеральное отношение к погромщикам» — всё это «создавало атмосферу, в которой погромы смогли принять массовый характер». Аналогичное мнение изложено в энциклопедии «Британника».
В то же время профессор факультета иудаизма и исследования евреев из Университетского колледжа Лондона Джон Клир в своей посмертно изданной работе «Русские, евреи и погромы 1881—1882» (2011) пишет, что «современные исследования развеяли миф о том, что российские власти несут ответственность за подстрекательство, допущение и одобрение погромов» и также отмечает, что погромы были «необычными событиями, а не регулярной особенностью восточноевропейской жизни». В заключении своей работы Клир утверждает, что «легенда о царском официальном соучастии» настолько сильно укоренилась в научной и популярной литературе, что эту точку зрения оказалось почти невозможной вытеснить, независимо от убедительных доказательств обратного. Ранее, однако, в своей статье 2003 года он писал, что

Юдофобские установки имперского правительства создали условия, стимулировавшие переход евреев в оппозицию — революционную или «буржуазную»… Антиеврейские погромы, омрачившие эпоху, рассматривались царём как проявление народной поддержки режима, что сподвигло правительство на выражение, пусть символического, но одобрения действий правых элементов, использовавших антисемитизм в качестве идеологической платформы.

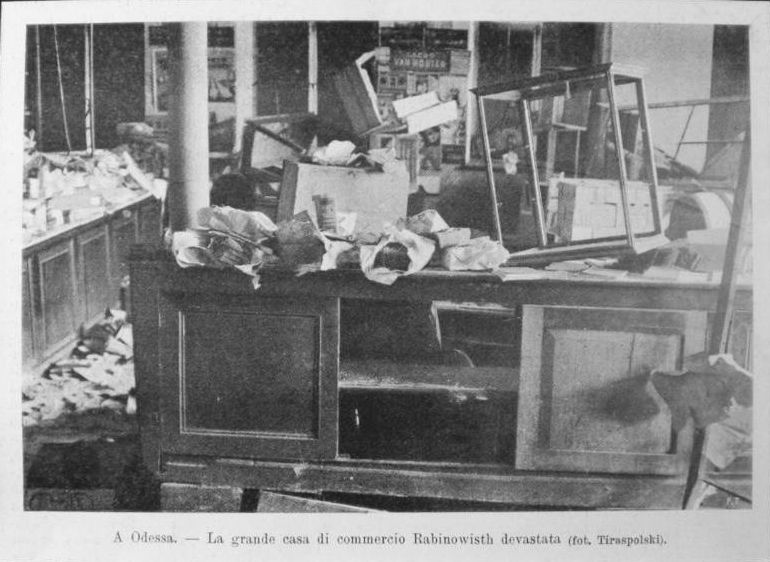
Следы погрома в Одессе

Однако были и прямые обвинения со стороны думских депутатов в вовлечённости российских властей в организацию погромов. Историк А. Миндлин в этой связи упоминает о ставшем известным общественности случае, когда жандармский ротмистр М. С. Комиссаров устроил типографию для печати антисемитских погромных листовок прямо в здании Департамента полиции. Другой жандармский офицер А. И. Будогоский такие прокламации распространял и побуждал черносотенцев к выпуску аналогичных воззваний с молчаливого одобрения Департамента полиции. Это позволило обвинять «в возбуждении одной части населения против другой, последствием чего было массовое убийство мирных граждан» целый Департамент полиции. Правительство, в свою очередь, такие обвинения отрицало, сведя всё к неправильным действиям отдельных лиц.
Историк и политолог Вальтер Лакер писал, что «особая жестокость погромов, бездействие центрального правительства и явно подстрекательства многих его местных представителей» вызвали бурные протесты в Западной Европе и США.
Источники отмечают не только антисемитскую политику властей, но и застарелый глубоко укоренённый в обществе антисемитизм как условие, способствовавшее погромам. Характерными чертами погромов 1905—1906 годов стали разнородный состав участников, политическая мотивация и охват всей зоны компактного проживания евреев. Доктор исторических наук Дина Аманжолова в монографии «Из истории межэтнических конфликтов в России (1905—1916 гг.)» пишет:

Длительная идеологически целенаправленная политика антисемитизма реализовалась во время погромов. Этнический фактор в результате для погромщиков выступал как основной признак участников революционного движения: еврей — значит, революционер, и наоборот, революционер — значит, еврей.
При этом Вячеслав Кудряшов отмечает, что скрытый антисемитизм был присущ также существенной части русских революционеров. Так, народники объясняли погромы 1881 года протестом против «еврейских эксплуататоров» и видели в них революционную тенденцию.

## В годы Гражданской войны и интервенции
В сентябре 1917 года вернувшиеся с фронта солдаты грабили еврейское имущество, однако эти погромы (наибольшее число их произошло в Киевской, Волынской и Подольской губерниях), как правило, не сопровождались убийствами.
По данным историка Геннадия Костырченко, за время Гражданской войны и интервенции в России имело место 1236 случаев антиеврейских выступлений, 887 из которых были отнесены к погромам — к акциям, сопровождавшимся насилием в массовом масштабе. Из них 493 акции (40 %) совершили петлюровцы, 307 (25 %) — зелёные, 213 (17 %) — белогвардейцы и 106 (8,5 %) — части красных.
Историк Олег Будницкий считает эти данные заниженными. По его мнению, в 1918—1920 годах только на Украине приблизительно в 1300 населённых пунктах произошло свыше 1500 еврейских погромов. Было убито и умерло от ран, по разным оценкам, от 50 до 200 тысяч евреев. Около 200 тысяч было ранено и искалечено. Тысячи женщин были изнасилованы. Около 50 тысяч женщин стали вдовами, около 300 тысяч детей остались сиротами. По данным Иосефа Шехтмана, только Добровольческая армия совершила почти 300 погромов, а это 17 % от общего их числа.
Историк Норман Кон оценивает общее число евреев убитых в погромах с 1918 года по 1920 год в 100 000 человек. Аналогичную цифру называет демограф Сергей Максудов.
По данным Леонида Смиловицкого, в одном лишь 1921 году в Белоруссии погромы прошли в 177 населённых пунктах, где проживало 7316 семей (29270 человек). Их жертвами стали 1748 семей, в том числе 1700 убитых, 150 раненых, 1250 изнасилованных.
Некоторые авторы отмечают, что хотя погромы производились всеми участниками вооружённого противостояния, но в Красной армии эти действия беспощадно пресекались, включая расстрелы погромщиков, в то время как среди белых таких попыток практически не было. Илья Чериковер приводит цитаты генералов Мамонтова, Шифнера-Маркевича, Ирманова, Драгомирова[уточнить] и других, которые он полагал погромными и антисемитскими, и прямо связывал бесчинства Добровольческой армии с попустительством и поощрением со стороны начальства.
С другой стороны, историк Пученков утверждал, что на Украине погромы были, в первую очередь, порождены анархией, царившей в этом крае в результате гражданской войны, и проходили, чаще всего, при молчаливом одобрении, а иногда и при активном участии местного не-еврейского населения, а биограф Деникина Дмитрий Лехович писал, что командование Белого движения — генералы Мамонтов, Шкуро, Деникин, Кутепов никогда не призывали к еврейским погромам и по мере сил боролись с погромными настроениями, наказывая погромщиков и защищая ни в чём не повинных еврейских обывателей.
Деникиным, Драгомировым, Май-Маевским, Бредовым и другими командующими белыми частями, опасавшихся погромов из-за снижения дисциплины в войсках и реакции в зарубежных странах, откуда им поступала помощь, было издано немало приказов, реагирующих на отдельные сообщения о произошедших погромах и требующих применения самых суровых мер наказания к погромщикам, вплоть до смертной казни. Многие из этих приказов в реальности не исполнялось из-за укрывательства погромщиков на более низком уровне и общем падении дисциплины в войсках. Общее проведение противопогромной политики было непоследовательным. Так, в частности, общий приказ, осуждающий погромы, был издан лишь 23 января 1920 года, когда Белое дело было уже фактически проиграно. Как писал доктор Арон Шнеер, сама жизнь заставила евреев «искать защиту у той власти и поддерживать ту власть и ту партию, которые официально объявили антисемитизм и погромщиков вне закона». Историк Пученков отметил, что многие современники и последующие исследователи объясняли особую ненависть к евреям во время Гражданской войны тем, что сложилось мнение, что евреи являлись активными участниками красного террора.

## В СССР
После окончания гражданской войны и интервенции в Советской России погромы практически прекратились. Историк Яков Басин упоминает погромы еврейских частных магазинов в Могилёве в 1928 году, вызванных якобы уклонением евреев от службы в Красной армии.
В период Великой Отечественной войны погромы совершались нацистами и их пособниками на оккупированных территориях СССР.
В 1944—1945 годах на освобождённой от немцев территории Украины прокатился ряд погромов. Высшей точкой этой волны стал погром в Киеве 7 сентября 1945 года. Тогда около 100 евреев были сильно избиты (37 из них госпитализированы, а пятеро скончались).
В дальнейшем ни в СССР, ни в Российской Федерации еврейских погромов не было до 2023 года, когда произошли Антисемитские беспорядки в Махачкале.